# Uomo di Obenaltendorf

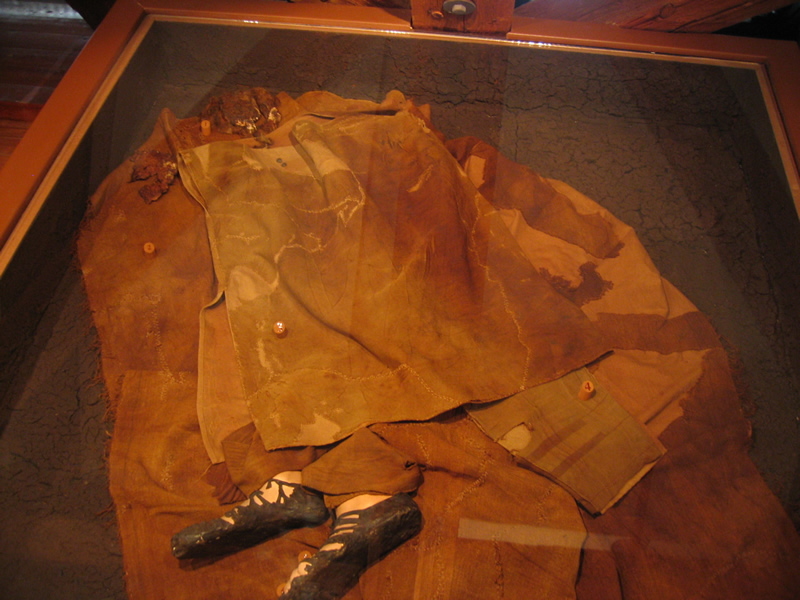
L'Uomo di Obenaltendorf.

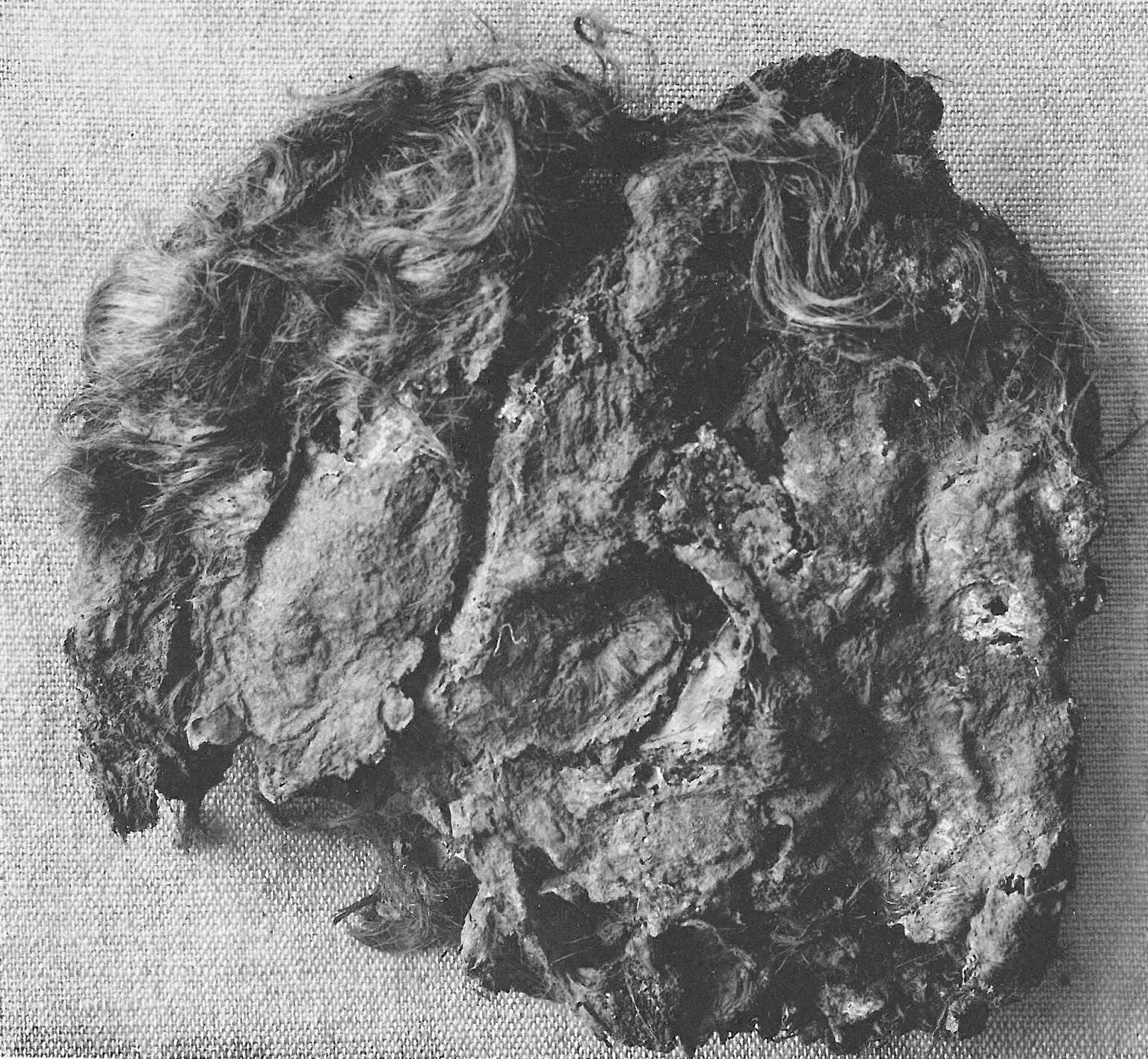
La testa dell'uomo

L'Uomo di Obenaltendorf è una mummia di palude risalente al III secolo, rinvenuta nel maggio del 1895 durante l'estrazione della torba a Obenaltendorf, distretto di Cuxhaven, Bassa Sassonia. I resti dell'uomo sono oggi conservati nello Schwedenspeicher Museum, Stade.

## Ritrovamento
Il 24 maggio 1895 il corpo venne alla luce mentre un operaio estraeva della torba, convinto che fosse la carcassa di un animale, ruppe il corpo con un colpo di badile e ne gettò lontano la parte inferiore del cadavere. Solo quando vennero alla luce i capelli e i vestiti del defunto, si rese conto che i resti appartenevano ad un essere umano. Fu informato della cosa un insegnante di una vicina scuola, H. Meyer, il quale corse subito sul luogo del rinvenimento e resosi conto dell'importanza del ritrovamento, ne raccolse i resti sparsi e proseguì al recupero della mummia. Lo scavo durò diversi giorni, in quanto nessuno voleva aiutare Meyer e man mano che recuperava i reperti, li nascondeva. Durante lo scavo Meyer notò anche particolari importanti che accompagnavano il cadavere, come parti di erica disseminate solo nei dintorni della mummia e molte erano capovolte, come ad indicare che l'uomo fu sepolto con zolle di terra. Successivamente, il professore vendette i reperti (tra cui le scarpe e i vestiti) al governo federale i quali finirono poi nel museo di Stade. Tre settimane dopo Meyer continuò a recarsi sul luogo del rinvenimento e portò alla luce altri indumenti, delle ossa e resti di tessuti molli. Sul sito si recò anche, per un solo giorno, il ricercatore prussiano Carl Albert Weber che eseguì delle foto e prelevò dei campioni di torba su cui effettuare degli esami di palinologia. Il museo di Stade, nella persona del suo direttore, richiese aiuto al museo nazionale di Hannover per la conservazione dei capi tessili e per le parti del corpo rinvenute, ma non essendo questi in grado di aiutarli, furono costretti a rivolgersi al museo germanico di Magonza dove infine i reperti furono inviati.
Tuttavia alcune parti del corpo sono andate perdute, anche perché Mayer non riuscì a venderle al museo di Hannover. Per motivi non più identificabili tali reperti furono acquisiti da un commerciante che li trasformò in polvere detta bruno di mummia, un pigmento in voga al tempo. Solo nel 1919 alcuni frammenti del cadavere vennero rinvenuti.

## Descrizione

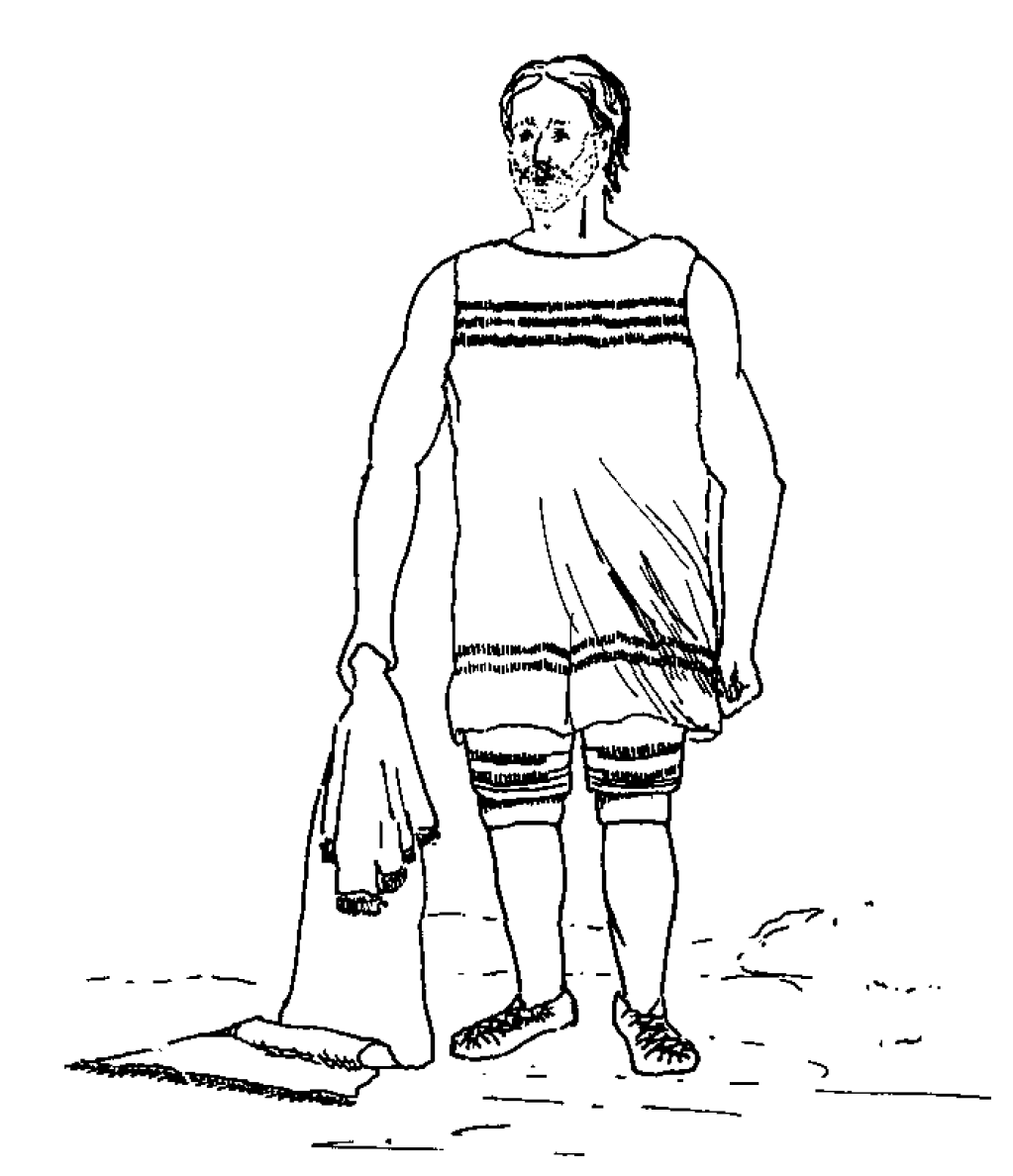

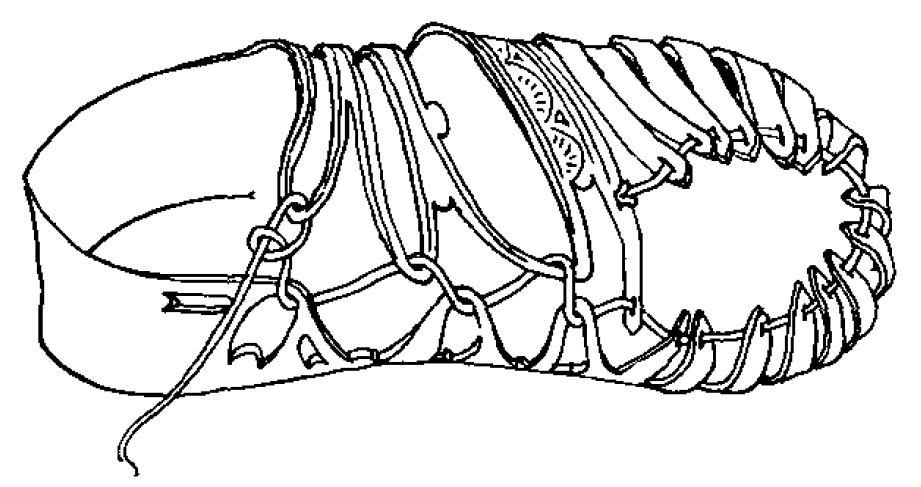

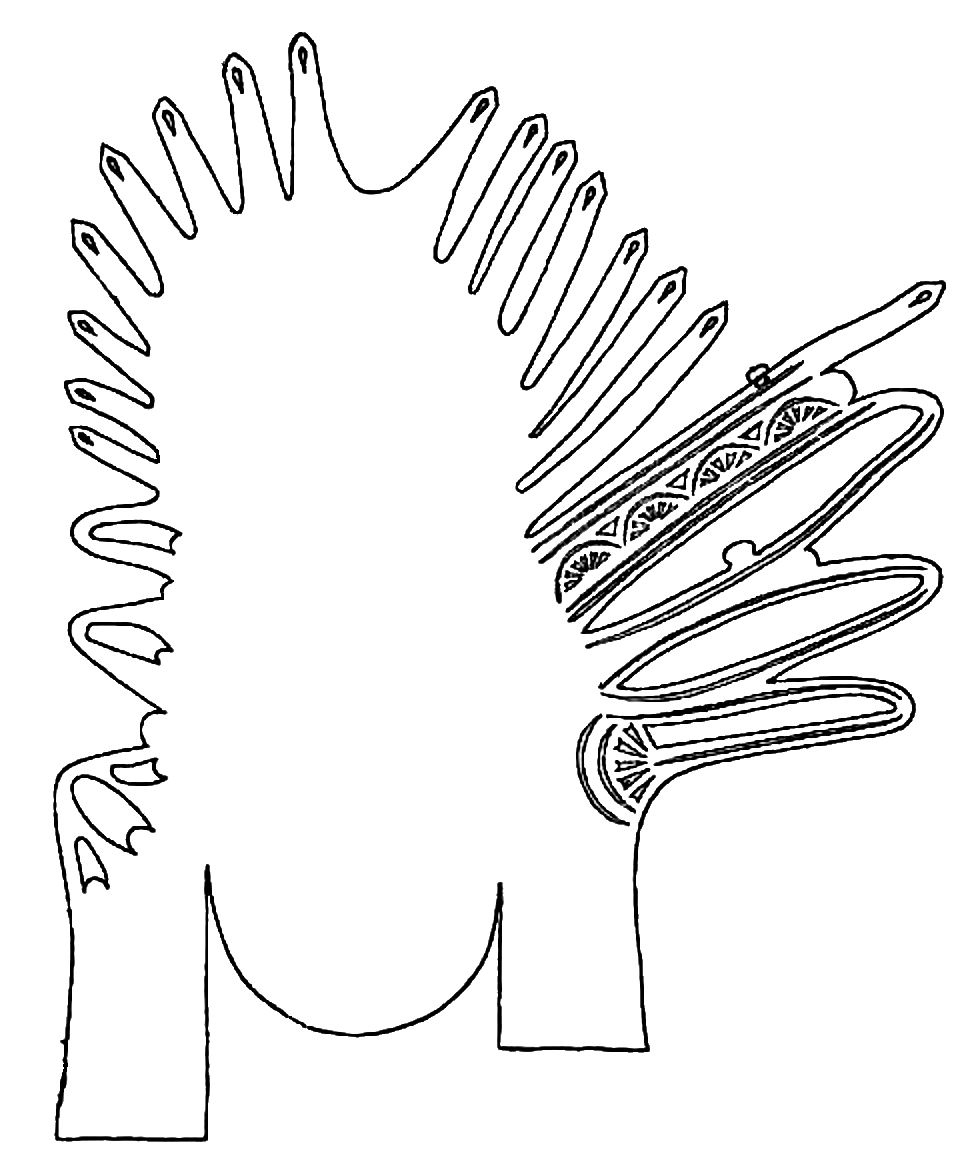
Il modello della scarpa sinistra

Il corpo venne rinvenuto a circa due metri di profondità, rivolto sul lato destro, in direzione sud-nord e con le ginocchia leggermente piegate. Per via delle circostanze del ritrovamento, il corpo venne diviso in molte parti. La pelle era dura e di colore marrone, mentre tutto il corpo era schiacciato per via della pressione degli strati di terra superiori. Molto ben conservati erano i capelli, biondi e tagliati su una mezza lunghezza. Anche la barba era ben conservata ed appariva curata mentre il mento fu rasato qualche giorno prima del decesso. Dalle analisi sulle ossa della coscia si intuì che l'uomo era alto circa due metri. Il cadavere venne ricoperto solo con un sottile strato di terra e in seguito il sito divenne una torbiera.

### Abbigliamento
L'uomo fu sepolto con tutto il suo abbigliamento, realizzato con fini tessuti di lana, e con le scarpe. Indossava un abito senza maniche, pantaloni al ginocchio mentre i polpacci erano avvolti in pelle di vitello. Questi indumenti sono molto importanti per studiare la moda del nord Europa nel II-III secolo d.C. Il corpo era avvolto in un semplice telo di lana di 253x173 cm, senza cuciture ai bordi. L'abito senza maniche era abbellito superiormente ed inferiormente da striature di tre tessuti di colore diverso. I resti dei pantaloni furono molto difficili da individuare e inizialmente furono indicati come resti di una borsa, di una tasca, di un capello, di una manica e infine identificati come pantaloni. Tale capo di vestiario fu molto utilizzato, tanto che si possono individuare dei rammendi eseguiti nel tempo. I piedi calzavano scarpe di cuoio imbottito, decorate in alcune parti e subirono molte riparazioni nel corso del tempo.

### Gioielli
Gli unici oggetti di metallo che l'uomo aveva erano due piccoli pendenti, lunghi circa 1,5 cm, realizzati in lamina d'argento decorata con linee trasversali in rilievo e simili alle bulle romane.

### Datazione
La prima datazione valida della mummia venne eseguita da Hans Hahne, confrontando i pendenti del defunto con i vari ritrovamenti simili nella Germania settentrionale e ottenendo così come data della morte circa il 200 d.C. Successivamente fu eseguita una datazione al radiocarbonio di alcuni capelli e di alcune parti del suo vestiario, ottenendo così una datazione attorno al 260-380 dc.

## Interpretazione del ritrovamento
Ad oggi rimane inspiegata la sepoltura dell'uomo in un punto distante circa 4 km da qualsiasi centro abitato, considerando anche che il comune di Altendorf, il più vicino, all'epoca aveva già un suo cimitero. Una morte violenta dell'uomo è esclusa sia per il modo in cui venne inumato che per gli oggetti di abbigliamento che aveva addosso al momento della sepoltura.

## Riferimenti
- Alfred Dieck: Die Moorleiche von Obenaltendorf bei Stade. In: Stader Geschichts- und Heimatverein (Hrsg.): Stader Jahrbuch. N.F. 73, 1983, ISSN 0930-8946
- Susan Möller-Wiering: Italienische Mode im Stader Moor?. In: Frank M. Andraschko, Barbara Kraus, Birte Meller (Hrsg.): Archäologie zwischen Befund und Rekonstruktion. Kovač, Hamburg 2007, ISBN 978-3-8300-2711-9.
- Wijnand van der Sanden: Mumien aus dem Moor - Die vor- und frühgeschichtlichen Moorleichen aus Nordwesteuropa. Drents Museum / Batavian Lion International, Amsterdam 1996 (Originaltitel: Vereeuwigd in het veen), ISBN 90-6707-416-0.
- J. van der Plicht, WAB van der Sanen, AT Aerts, HJ Streurman: Dating bog bodies by means of 14 C-AMS. In: Journal of Archaeological Science. Science. n. 31, 2004 , ISSN 0305-4403 , S. 471-491.